# Lugius
Lugius fue un líder de la tribu germánico-céltica de los cimbros que combatió en la guerra cimbria, en la que los cimbros se hicieron con una espectacular victoria contra los romanos en la batalla de Arausio en 105 a. C. Más tarde fue derrotado y muerto junto con el rey Boiorix en la batalla de Vercelas, en 101 a. C. Los otros líderes cimbros Claodicus y Caesorix fueron capturados.

### Citas
1. ↑  Tito Livio. «Periochae of Books 66-70» (en inglés). Archivado desde el original el 4 de octubre de 2018. Consultado el 1 de agosto de 2014.
2. ↑  Sampson, 2010, p. 175.